# クレメント・アダムソン
クレメント・アダムソン（Clement Adamson、1963年8月7日 - ）は、ガーナ共和国アクラ出身の元男性俳優、元タレント。身長：171cm、体重：79kg。血液型はO型。本名はクレメント・ニー・アダムソン（Clement Nii Adamson）。
かつては稲川素子事務所に所属していた。現在は芸能界を引退しており、東京上野御徒町で牛肉巻きおにぎり専門店「日向亭」を経営している。

## 出演作品

### 映画
- 修羅場の人間学（1993年）
- マッスルヒート（2002年） - マッスルドームのガードマン
- 小森生活向上クラブ（2008年）

### テレビドラマ
- Dear ウーマン（1996年）
- ウルトラマンティガ 第34話「南の涯てまで」（1997年） - 国際科学フォーラム委員
- ウルトラマンダイナ 第26話「移動要塞（クラーコフ）浮上せず!（後編）」（1998年） - パッションレッド小隊長
- 逮捕しちゃうぞ 第7話「夏実がママ!? 涙のビンタ」（2002年）
- 大韓航空機爆破事件から20年 金賢姫を捕らえた男たち 〜封印された3日間〜（2007年）

### バラエティ
- いつみても波瀾万丈
- 開運!なんでも鑑定団
- 奇跡体験!アンビリバボー
- ぐるぐるナインティナイン
- ここがヘンだよ日本人
- 三枝の愛ラブ!爆笑クリニック
- ジパング浮世絵旅
- たかじん・ナオコのシャベタリーノ!
- ちい散歩
- ドリフ大爆笑
- 脳みそしわしわTV
- 見た目が勝負!?
- 龍ノ福耳

### CM
- プジョー

## 著書
- バツイチ、コブつき、波瀾万丈。